# Laukøya
Laukøya (Sami septentrional: Unna Ártnás) es una isla en el municipio de Skjervøy, en la provincia de Troms, Noruega. La isla de Arnøya está al oeste de Laukøya, el fiordo de Kvænangen está al este y las islas de Kågen y Skjervøya se ubican al sur. Hay una ruta regular de transbordadores entre Laukøya, Kågen y Arnøya.